# オルソルナウイルス界
オルソルナウイルス界（英: Orthornavirae）はリボ核酸（RNA）からなるゲノムを持つウイルスの界であり、ゲノムにはRNA依存性RNAポリメラーゼ（RdRp）がコードされている。RdRpはウイルスのRNAゲノムをmRNAに転写するため、そしてゲノムを複製するために用いられる。この界のウイルスは、高頻度の遺伝的変異、組換え、遺伝子再集合など、多数の共通した特徴がみられる。
オルソルナウイルス界のウイルスはリボウイルス域に属する。これらのウイルスは共通祖先に由来し、その祖先は複製のためにRdRpではなく逆転写酵素がコードされた非ウイルス性分子である可能性がある。オルソルナウイルス界はゲノムの種類、宿主の範囲、遺伝的類似性に基づいて5つの門に分類される。ゲノムの3つの種類として、一本鎖プラス鎖RNAウイルス、一本鎖マイナス鎖RNAウイルス、二本鎖RNAウイルスがある。 
コロナウイルス、エボラウイルス、インフルエンザウイルス、麻疹ウイルス、狂犬病ウイルスなど、広く知られているウイルス性疾患の原因となるウイルスの多くがこの界に属している。最初に発見されたウイルスであるタバコモザイクウイルスもこの界に属する。現代においても、RdRpを持つRNAウイルスは多数の疾患のアウトブレイクを引き起こしており、また経済的に重要な作物の多くに感染する。ヒト、動物、植物など真核生物に感染するウイルスの多くが、この界のRdRpを持つRNAウイルスである。対照的に、この界のウイルスで原核生物に感染するものは比較的少数である。

## 語源
オルソルナウイルス界（Orthornavirae）のorthoはギリシア語のὀρθός [orthós]（まっすぐな、正しい）に由来し、rnaはRNAを意味し、-viraeはウイルスの界に用いられる接尾辞である。

## 特徴

### 構造

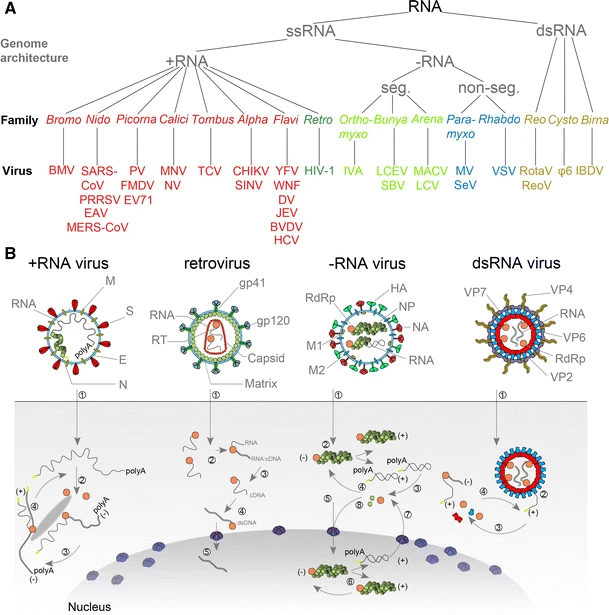
さまざまなRNAウイルスのゲノムと複製サイクル

オルソルナウイルス界に属するRNAウイルスにコードされるタンパク質の種類は一般的には多くない。(+)鎖一本鎖RNA（+ssRNA）ウイルスの大部分と一部の二本鎖RNA（dsRNA）ウイルスは、1つのジェリーロールフォールドからなるメジャーカプシドタンパク質をコードしている。このフォールドの名称はジェリーロール（ロールケーキ）に似た構造を持つことに由来する。また、多くのウイルスには、カプシドを包む脂質膜の一種であるエンベロープが存在する。エンベロープは特に(-)鎖一本鎖RNA（-ssRNA）ウイルスでほぼ普遍的にみられる。

### ゲノム
オルソルナウイルス界のウイルスのゲノムには、dsRNA、+ssRNA、-ssRNAの3種類がある。ssRNAウイルスはセンス鎖（プラス鎖）またはネガティブセンス鎖（マイナス鎖）のいずれかを持ち、dsRNAウイルスは双方を持つ。このゲノム構造はウイルスmRNA合成のための転写、そしてゲノムの複製に重要であり、どちらの過程もウイルスにコードされるRdRp（RNAレプリカーゼとも呼ばれる）によって行われる。

### 複製と転写

#### (+)鎖RNAウイルス
+ssRNAウイルスはmRNAとしても機能するゲノムを持ち、そのため転写は必須ではない。しかしながら、ゲノムの複製過程で+ssRNAからdsRNAが形成され、dsRNAからはさらに+ssRNAが合成され、mRNAもしくは子孫のゲノムとして利用される。+ssRNAウイルスは複製の中間体としてdsRNAの形態をとるため、宿主の免疫系を回避する必要がある。+ssRNAは複製工場として利用される膜結合型小胞内で複製を行うことで、これを可能にしている。+ssRNAウイルスの多くではゲノムの一部が転写されて特定のタンパク質への翻訳が行われるが、一部ではポリプロテインとして翻訳された後で切断されることで個々のタンパク質となる。

#### (-)鎖RNAウイルス
-ssRNAウイルスは、RdRpによって直接mRNAが合成される、鋳型として機能するゲノムを持つ。複製も基本的には同じ過程であるが、＋鎖のアンチゲノムに対して行われ、RdRpは全ての転写シグナルを無視することで完全な-ssRNAゲノムがが合成される。-ssRNAウイルスは、5'末端にキャップを形成するRdRpによって転写が開始されるものと、宿主のmRNAからキャップを奪い取って（キャップスナッチング）ウイルスRNAに付加するものがある。多くの-ssRNAウイルスでは、RdRpがゲノム中のウラシル配列で進行できなくなること（スタッタリング）によって転写が終結する。その結果ウイルスmRNAには数百個のアデニンが付加され、ポリアデニル化テールの一部となる。一部の-ssRNAウイルスはアンビセンス（ambisense）であり、タンパク質は＋鎖と-鎖の双方にコードされている。そのため、mRNAはゲノムから直接合成されるものと相補鎖から合成されるものがある。

#### 二本鎖RNAウイルス
dsRNAウイルスでは、RdRpは-鎖を鋳型として用いてｍRNAを合成する。＋鎖はゲノムdsRNAを構築するために-鎖を合成する際の鋳型として利用される。dsRNAは細胞によって産生される分子ではないため、生物はウイルスのdsRNAを検出して不活化する機構を進化させている。この機構に対抗するため、通常dsRNAウイルスはゲノムをウイルスカプシド内に保持し、宿主の免疫系を回避している。

### 進化
オルソルナウイルス界のRNAウイルスのRdRpはエラーを修復するための校正機構を欠いていることが一般的であり、そのため複製時にエラーが生じやすく、変異率が高い。またRNAウイルスの変異はdsRNA依存性アデノシンデアミナーゼなど宿主の因子の影響を受けることも多く、この場合ウイルスゲノムはアデノシンがイノシンに変化する編集を受ける。複製に必要不可欠な遺伝子の変異は子孫の減少をもたらすため、ウイルスゲノム内のそうした領域には比較的わずかな変異しか生じず、高度に保存された配列となる。
RdRpを持つRNAウイルスの多くでは、遺伝的組換えも高頻度で生じる。しかしながら、組換え率は-ssRNAウイルスでは比較的低く、dsRNAウイルスと+ssRNAウイルスでは比較的高い。組換えには、copy choice recombinationと遺伝子再集合と呼ばれる2種類が存在する。Copy choice recombinationは、RdRpが合成時に新生RNA鎖を放出することなく鋳型を切り替えた際に生じ、その結果、祖先が異なる混合型のゲノムが形成される。遺伝子再集合は分節化したゲノムを持つウイルスに限定される様式であり、異なるゲノム由来の断片が1つのビリオン（ウイルス粒子）に詰め込まれ、ハイブリッド型の子孫が形成される。分節がゲノムを持つウイルスの一部は自身のゲノムを複数のビリオンに詰め込むため、ランダムに混合されたゲノムが生じる。一方、1つのビリオンにゲノムを詰め込むウイルスでは、個々の断片の交換が生じるのが一般的である。どちらの様式の組換えも細胞内に複数のウイルスが存在する場合にのみ生じ、より多くのアレルが存在するほど組換えは生じやすくなる。Copy choice recombinationと遺伝子再集合の重要な差異は、copy choice recombinationはゲノム上どの位置でも生じるのに対し、遺伝子再集合は完全に複製された断片の交換が行われる点である。そのため、copy choice recombinationでは機能的でないウイルスタンパク質が生じる可能性があるが、遺伝子再集合ではその可能性はない。
ウイルスの変異率は遺伝的組換え率と関係している。変異率の高さは有利な変異と不利な変異の双方の数を増加させ、組換え率の高さは有利な変異を有害な変異から切り離すことを可能にする。そのため、変異率と組換え率の高さはある点まではウイルスの適応を高める。特筆すべき例としては、インフルエンザウイルスは遺伝子再集合によって種を越えた伝染を可能にし、多くのパンデミックをもたらしている。また、薬剤耐性インフルエンザ系統の出現も再集合による変異を介している。

## 系統遺伝学

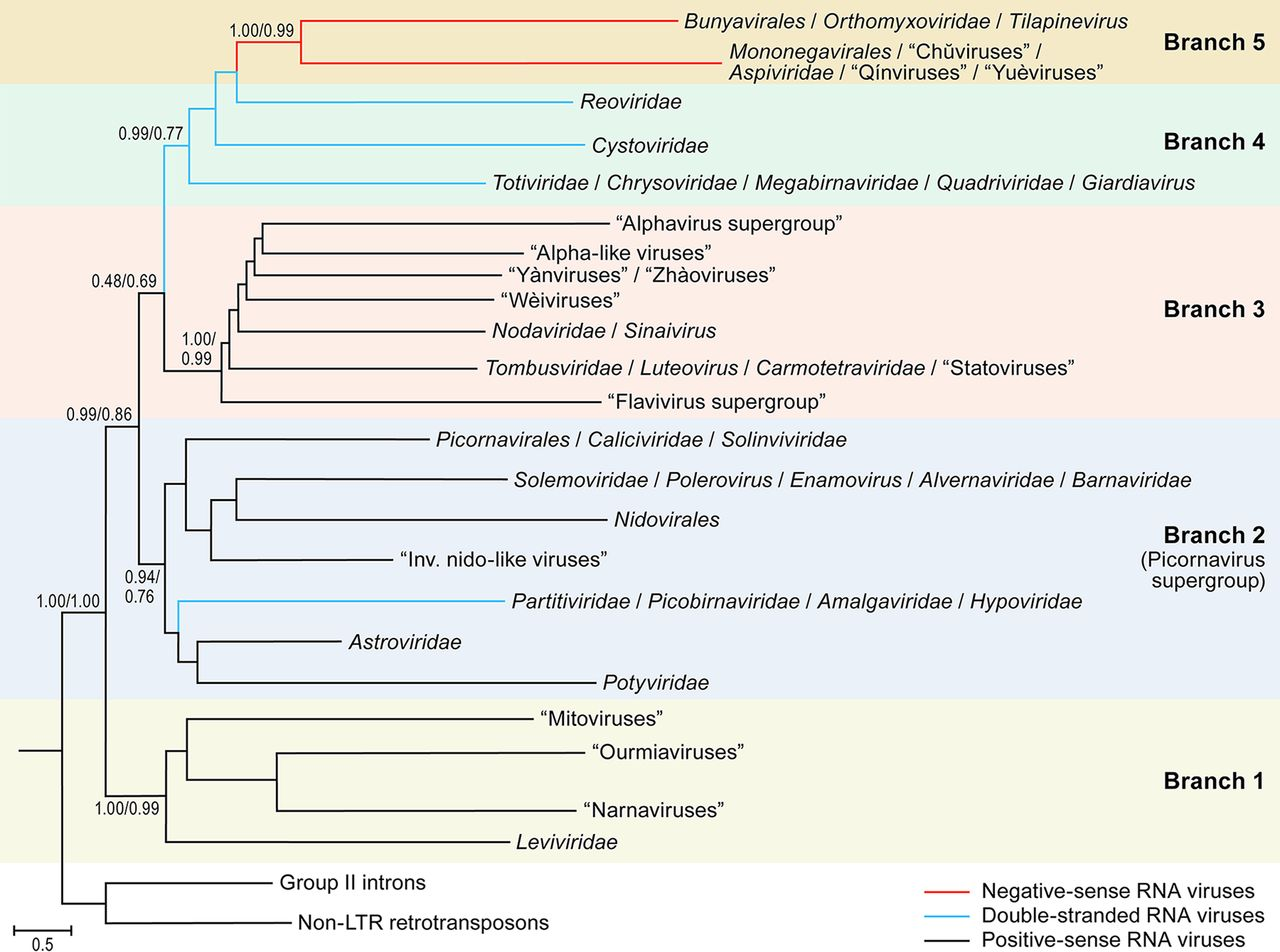
門で色分けされた系統樹。ネガルナウイルス門（茶）、デュプロルナウイルス門（緑）、キトリノウイルス門（ピンク）、ピスウイルス門（青）、レナルウイルス門（黄）。

オルソルナウイルス界の正確な起源は確立されていないが、ウイルスのRdRpはグループIIイントロンやレトロトランスポゾンの逆転写酵素との関連性を示す。レトロトランスポゾンは同じDNA分子内の他の部分へ自身を組み込む、自己複製DNA配列である。オルソルナウイルス界の中では、+ssRNAウイルスが最も古い系統であり、dsRNAウイルスは+ssRNAウイルスから複数回にわたって出現したようである。-ssRNAウイルスはdsRNAウイルスのレオウイルスと関係しているようである。

## 分類
RdRpをコードするRNAウイルスが割り当てられるオルソルナウイルス界は、5つの門のほか、情報不足のために門へ割り当てられていないいくつかの分類群が含まれる。5つの門はゲノムの種類、宿主の範囲、属するウイルスの遺伝的類似性に基づいて分類されている。
- デュプロルナウイルス門（英語版）: 原核生物と真核生物に感染するdsRNAウイルス。ピスウイルス門のメンバーとクラスタリングしない。カプシドは60個のホモまたはヘテロ二量体カプシドタンパク質から構成され、擬T=2対称性を有する。
- キトリノウイルス門（英語版）: 原核生物と真核生物に感染する+ssRNAウイルス。ピスウイルス門のメンバーとクラスタリングしない。
- レナルウイルス門（英語版）: 原核生物と真核生物に感染する+ssRNAウイルス。キトリノウイルス門のメンバーとクラスタリングしない。
- ネガルナウイルス門: 全ての-ssRNAウイルス[注釈 2]。
- ピスウイルス門（英語版）: 真核生物に感染する+ssRNAウイルスとdsRNAウイルス。他の門とクラスタリングしない。

門に割り当てられていない分類群
- ビルナウイルス科（Birnaviridae）
- 科: Permutotetraviridae
- 属: Botybirnavirus

オルソルナウイルス界は、ボルティモア分類体系の3つの群が含まれる。この分類体系は、ウイルスをmRNAの合成様式に基づいて分類したものであり、進化の歴史に基づく標準的なウイルス分類と並んでよく用いられる。3つの群とは、第III群: dsRNAウイルス、第IV群: +ssRNAウイルス、第V群: -ssRNAウイルスである。

## 疾患
RNAウイルスは広範囲の疾患と関係しており、ウイルス性疾患として広く知られているものの多くが含まれる。疾患の原因となるオルソルナウイルス界のウイルスには次のようなものがある。
- コロナウイルス
- クリミア・コンゴ出血熱ウイルス
- デングウイルス
- エボラウイルス
- ハンタウイルス
- A型肝炎ウイルス
- C型肝炎ウイルス
- E型肝炎ウイルス
- RSウイルス
- インフルエンザウイルス
- 日本脳炎ウイルス
- ラッサウイルス
- 麻疹ウイルス
- ムンプスウイルス
- ノロウイルス
- ポリオウイルス
- 狂犬病ウイルス
- ライノウイルス
- リフトバレー熱ウイルス
- ロタウイルス
- 風疹ウイルス
- ウエストナイルウイルス
- 黄熱ウイルス
- ジカウイルス

オルソルナウイルス界の動物ウイルスにはオルビウイルスが含まれ、ブルータングウイルス、アフリカ馬疫ウイルス、ウマ脳症ウイルス、流行性出血病ウイルスなど、反芻動物やウマのさまざまな疾患の原因となる。水疱性口内炎ウイルスは、ウシ、ウマ、ブタに疾患を引き起こす。コウモリはエボラウイルスやヘニパウイルスなど多くのウイルスの宿主となっており、これらのウイルスはヒトでも疾患の原因となる。同様に、フラビウイルス属やフレボウイルス属の節足動物ウイルスも多数存在し、ヒトに伝染することも多い。コロナウイルスやインフルエンザウイルスは、コウモリ、鳥類、ブタなどさまざまな脊椎動物に疾患を引き起こす。
この界には植物ウイルスも多数存在し、経済的に重要な作物に感染する。トマト黄化えそウイルスは毎年10億米ドル以上の損害を引き起こしていると推計されており、キク、レタス、ラッカセイ、トウガラシ、トマトなど800種以上の植物に影響を与えている。キュウリモザイクウイルスは1200種以上の植物に感染し、同様に重大な損失を引き起こしている。ジャガイモYウイルスはトウガラシ、ジャガイモ、タバコ、トマトの収穫高や品質を大きく低下させ、ウメ輪紋ウイルスは核果類で最も重要なウイルスである。ブロムモザイクウイルスは重大な経済的損失を引き起こすことはないが世界中でみられ、穀物を含むイネ科の植物に主に感染する。

## 歴史
オルソルナウイルス界のRNAウイルスが原因となる疾患は歴史を通じて多く知られているが、その原因が突き止められたのは現代になってからである。タバコモザイクウイルスの発見は1898年であり、最初に発見されたウイルスであるが、RNAウイルス全体としては、タンパク質合成のための遺伝情報の一時的キャリアとしてのmRNAの発見など、分子生物学が大きく進展した時期に発見されている。節足動物を介して伝染するこの界のウイルスはベクターコントロール（媒介生物制御）の重要な標的となっており、ウイルス感染を防ぐ取り組みが行われている。現代では、コロナウイルスやエボラウイルス、インフルエンザウイルスによるアウトブレイクなど、この界のウイルスによって多数の疾患のアウトブレイクが引き起こされている。
オルソルナウイルス界は、2019年にリボウイルス域内でRdRpを持つ全てのRNAウイルスが属する界として設置された。これに先立って2018年にリボウイルス域が設置された際には、この域にはRdRpを持つRNAウイルスのみが含まれた。そして2019年にリボウイルス域は逆転写を行うウイルスも含むよう拡張され、逆転写ウイルスがパラルナウイルス界に、RdRpを持つRNAウイルスがオルソルナウイルス界に置かれた。

## ギャラリー

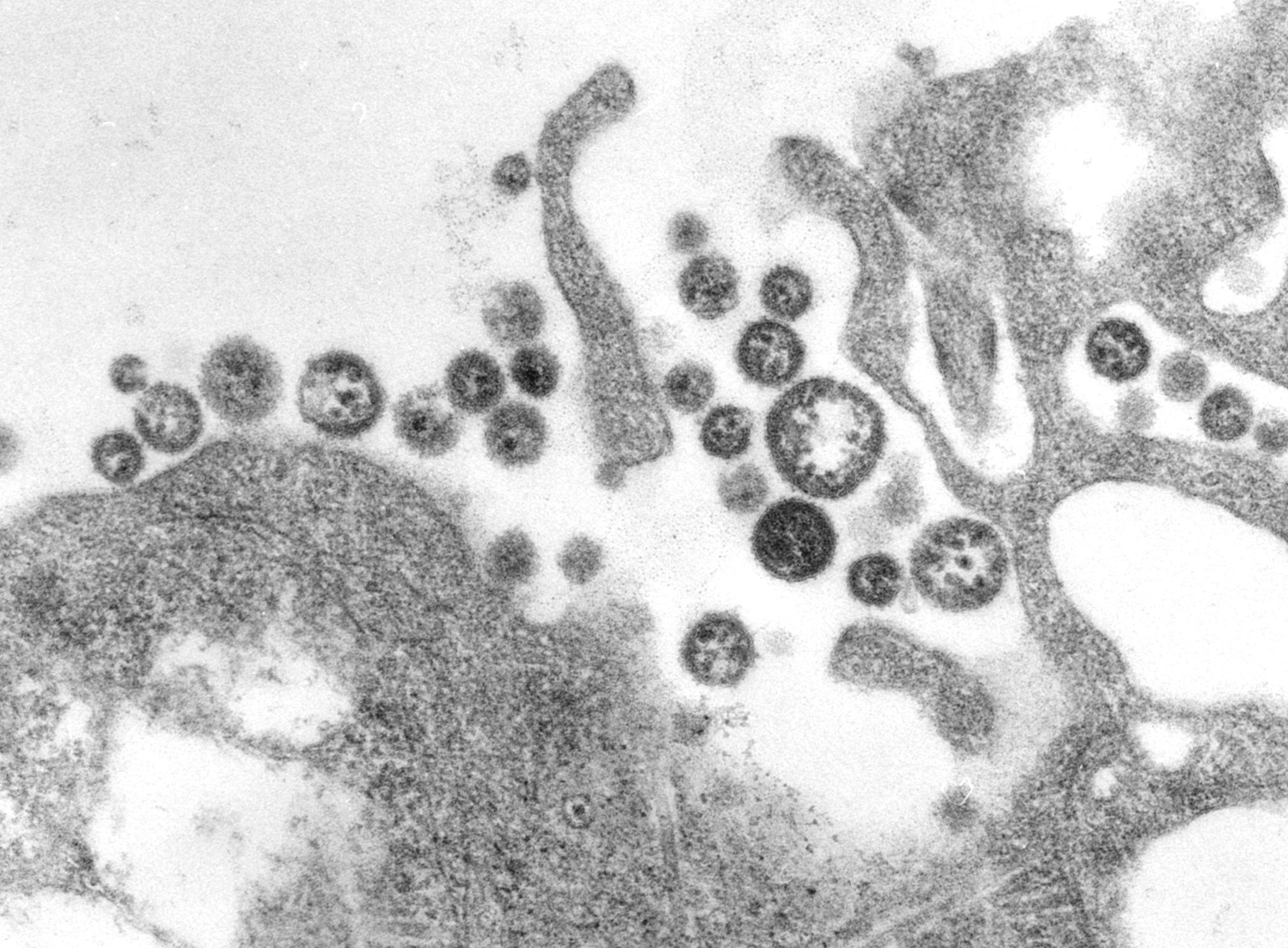
ラッサウイルス (アレナウイルス科)
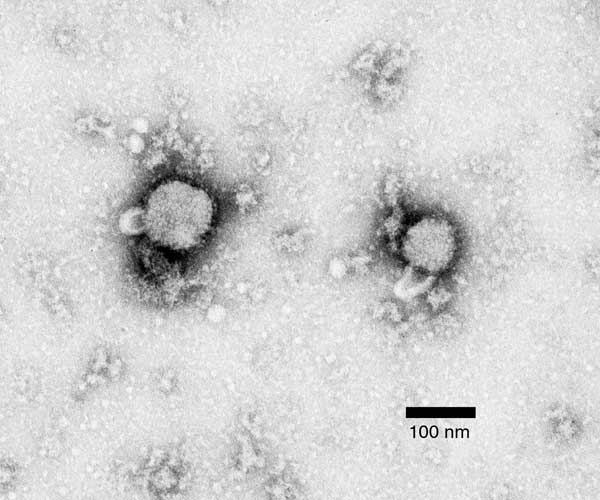
リンパ球性脈絡髄膜炎ウイルス (アレナウイルス科)
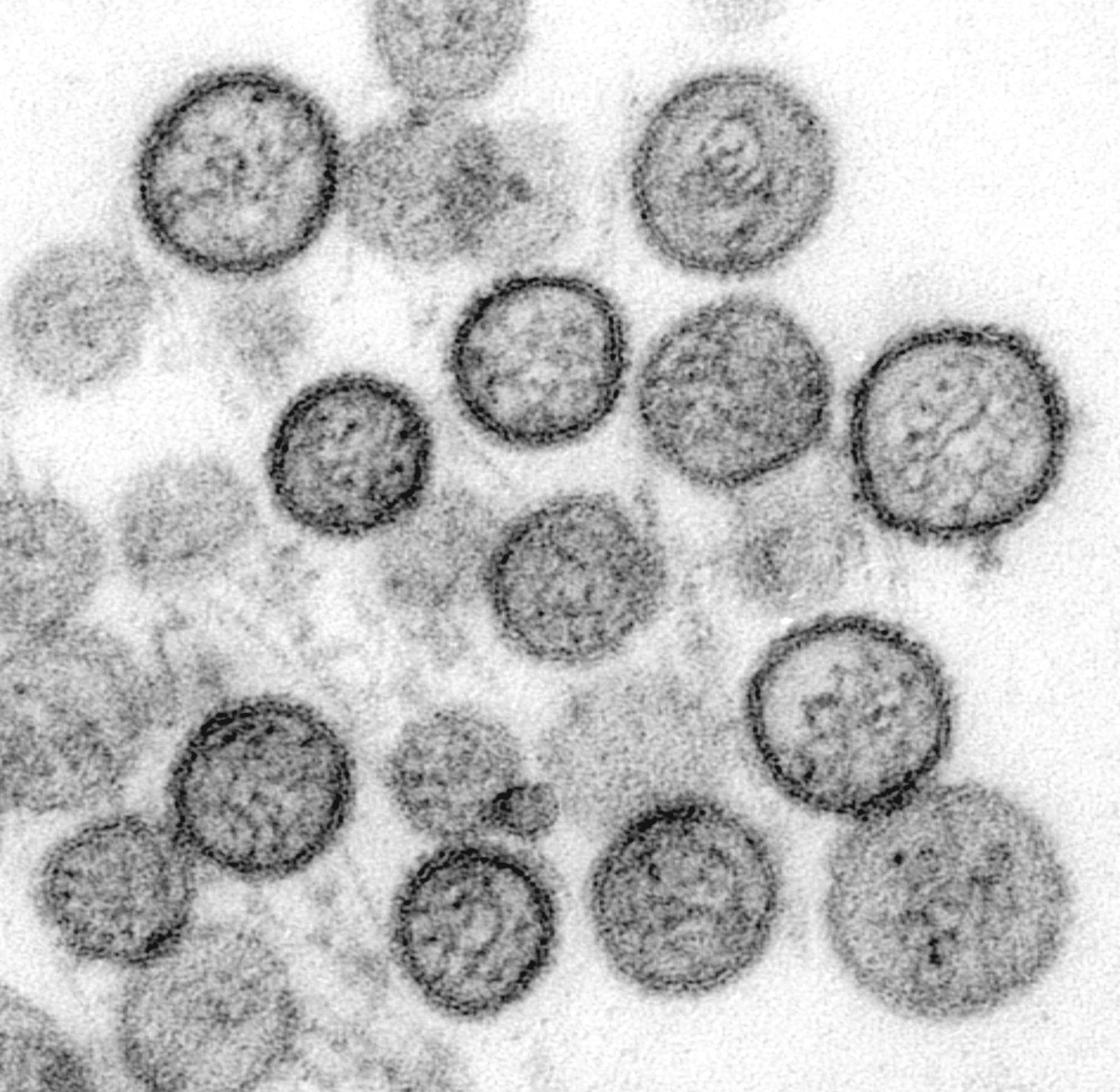
ハンタウイルス (ハンタウイルス科（英語版）)
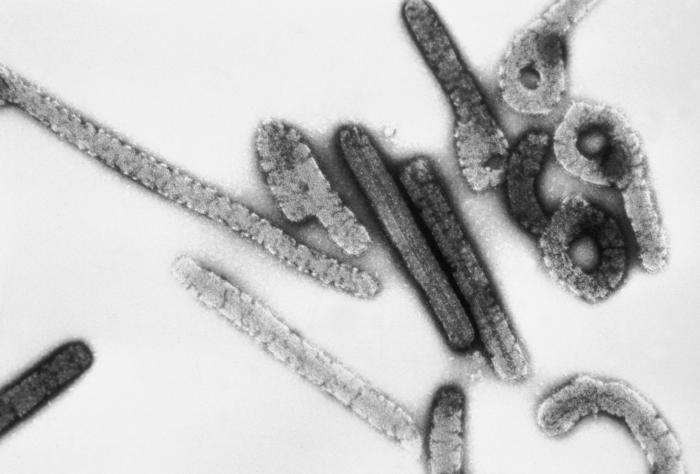
マールブルグウイルス (フィロウイルス科)
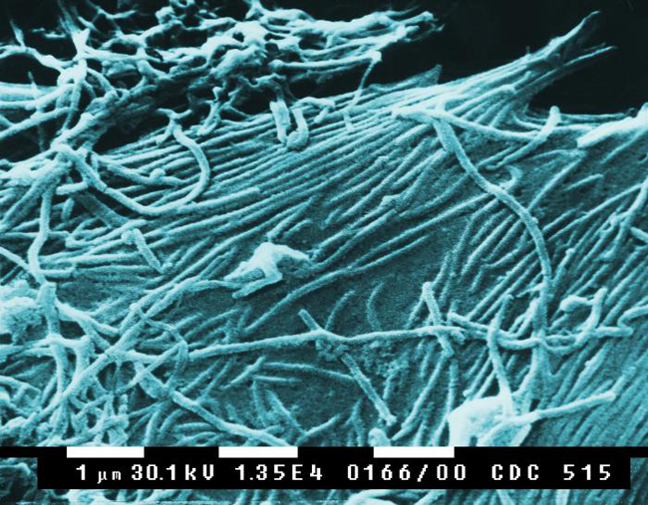
エボラウイルス (フィロウイルス科)
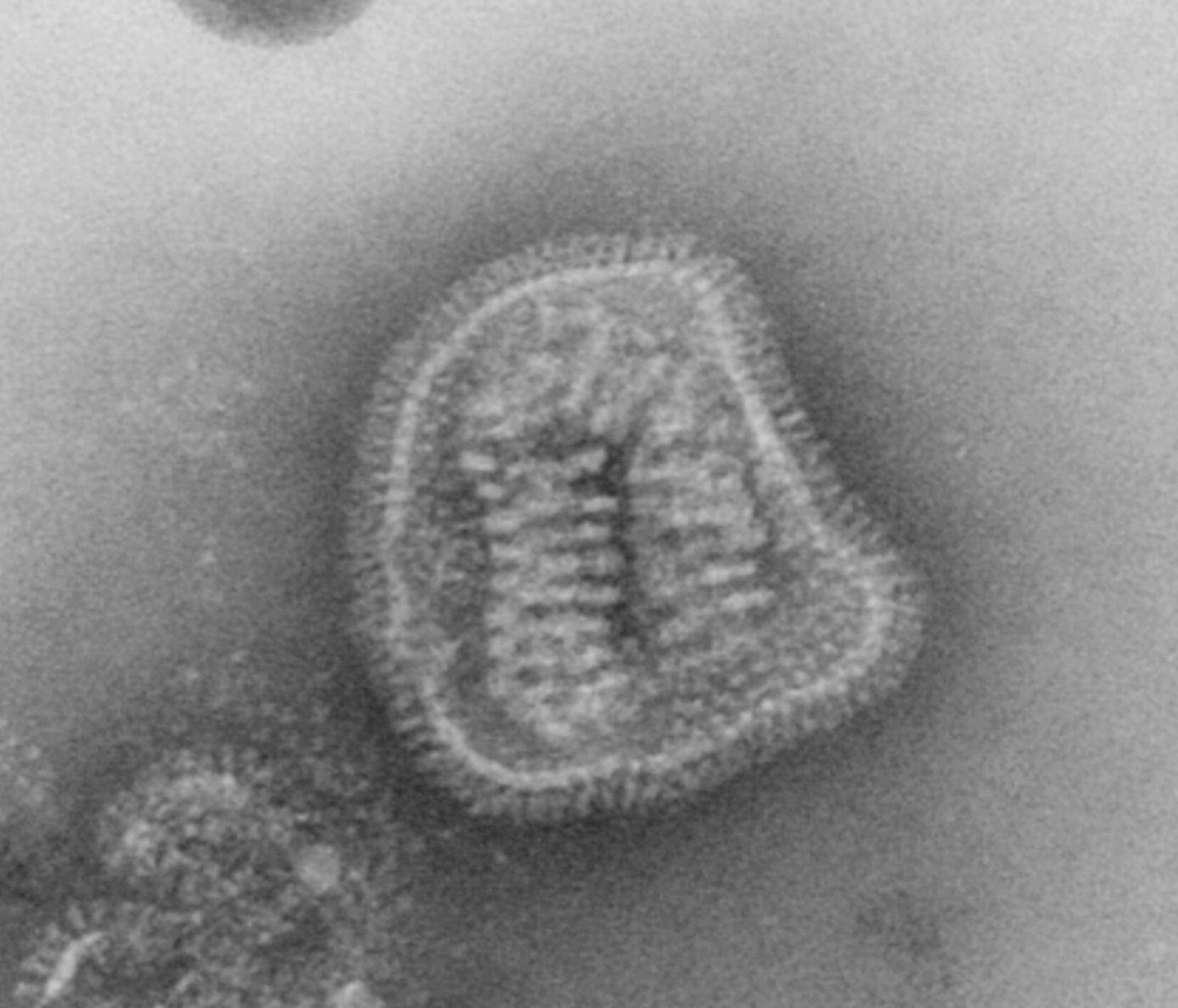
インフルエンザウイルス (オルソミクソウイルス科)
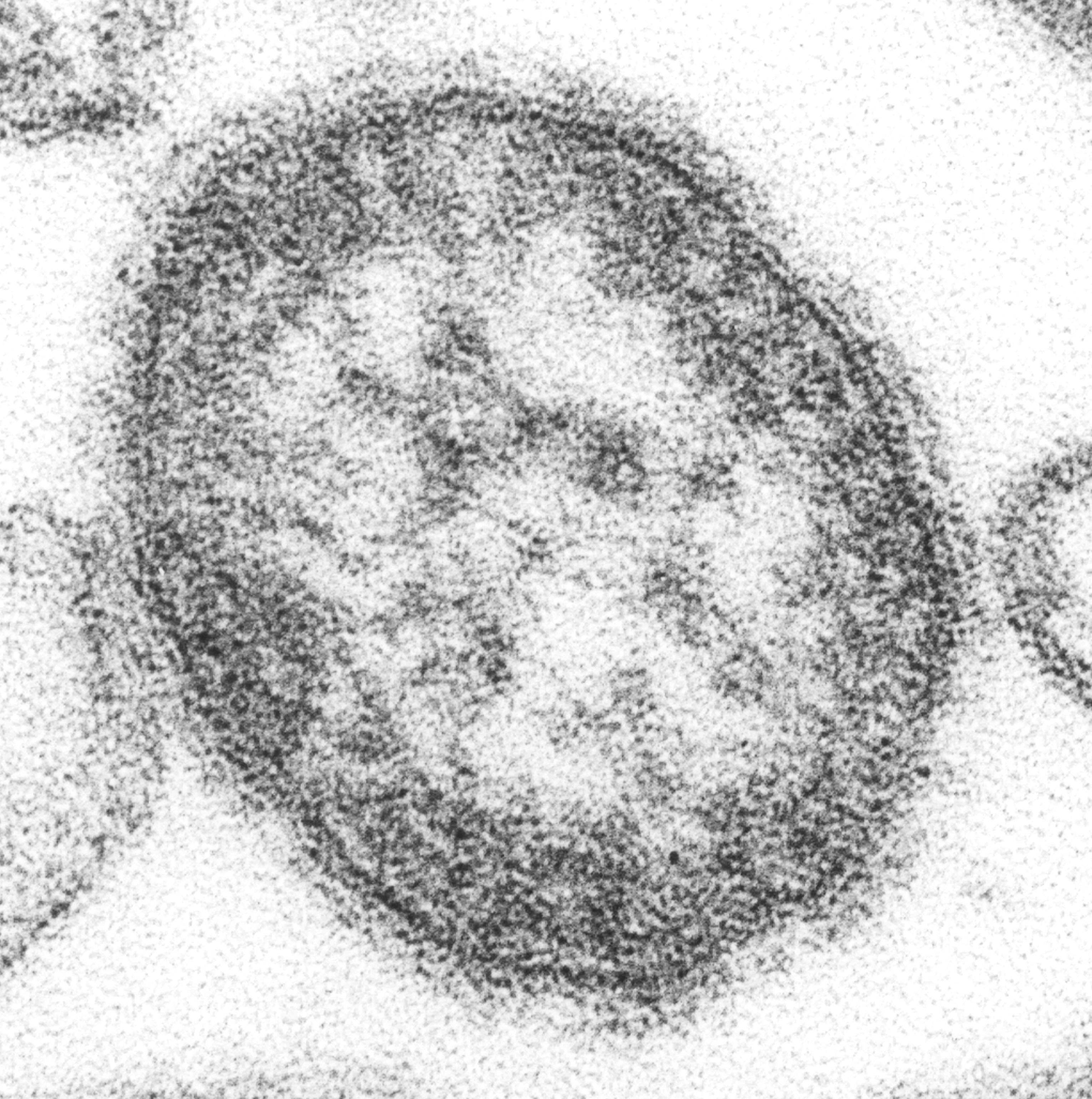
麻疹ウイルス (パラミクソウイルス科)
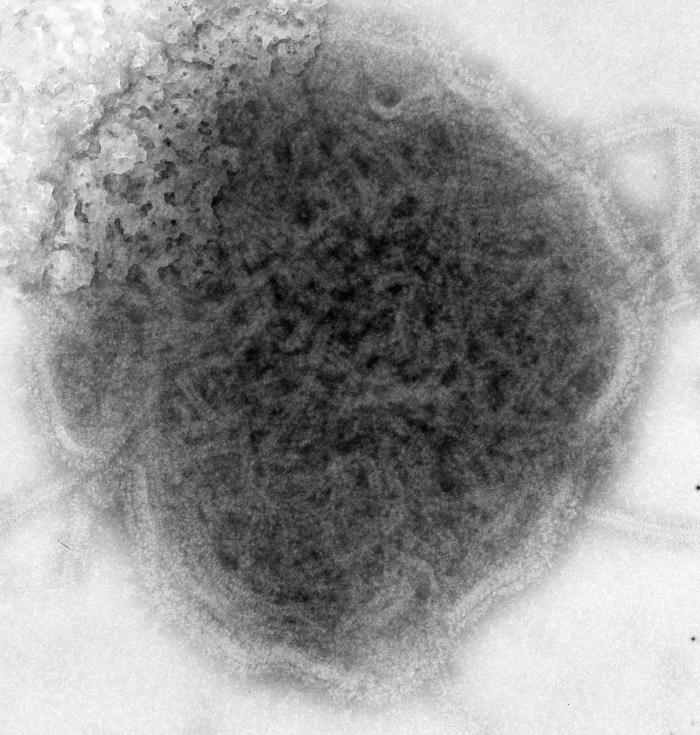
ムンプスウイルス (パラミクソウイルス科)
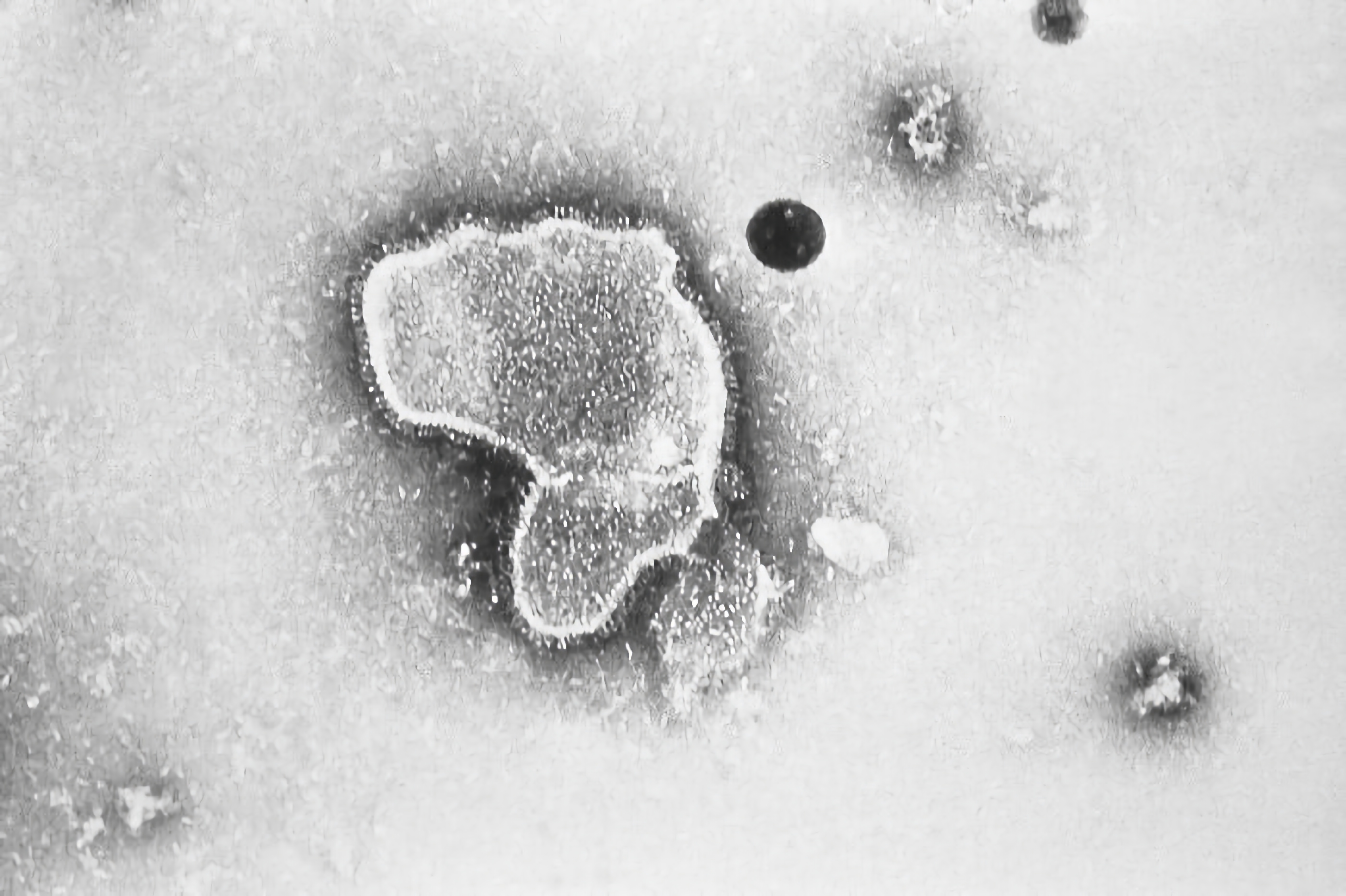
RSウイルス (ニューモウイルス科)
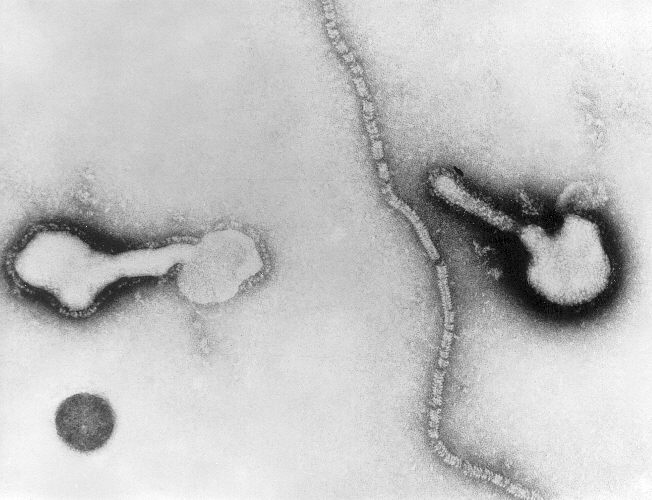
パラインフルエンザウイルス (パラミクソウイルス科)
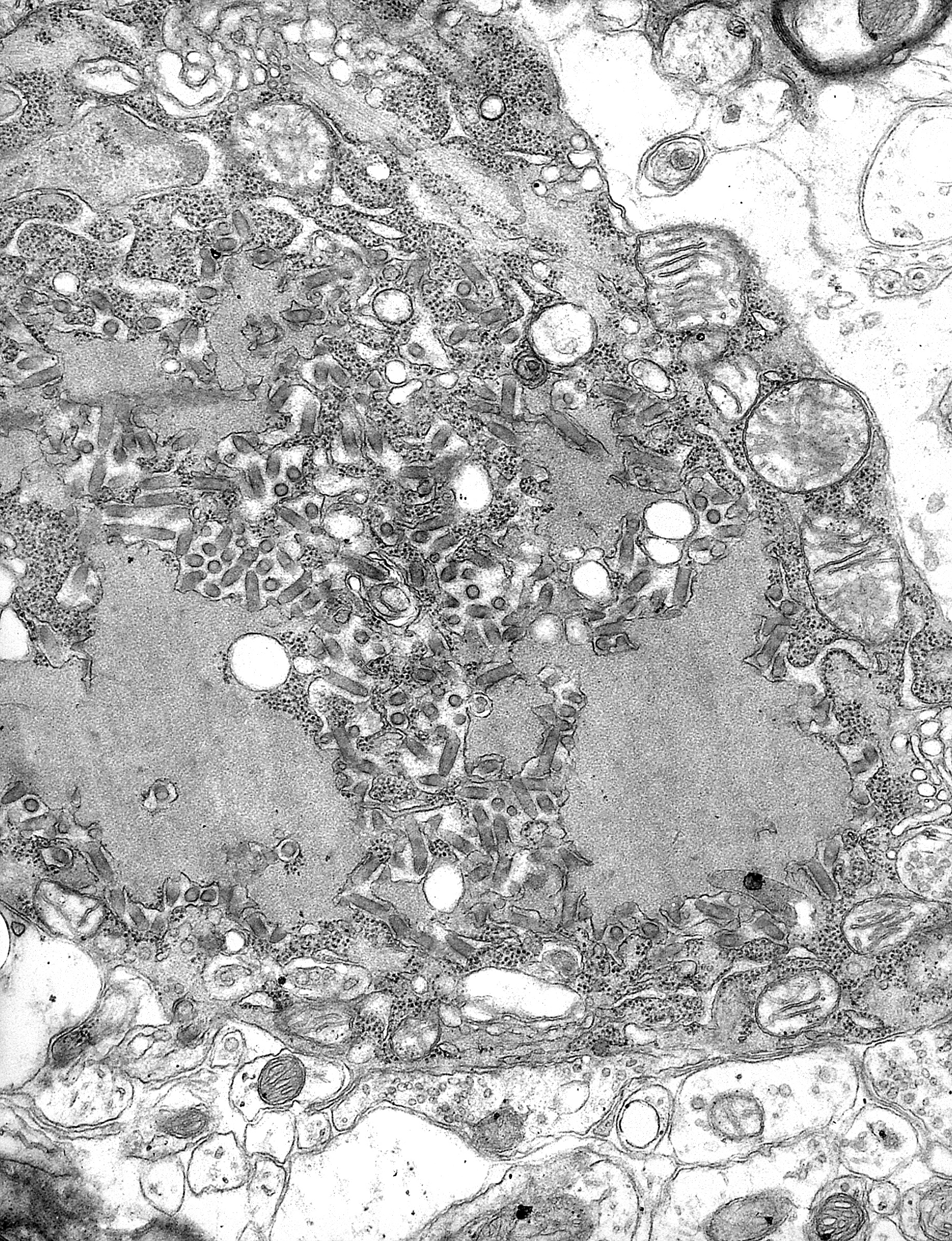
狂犬病ウイルス (ラブドウイルス科)
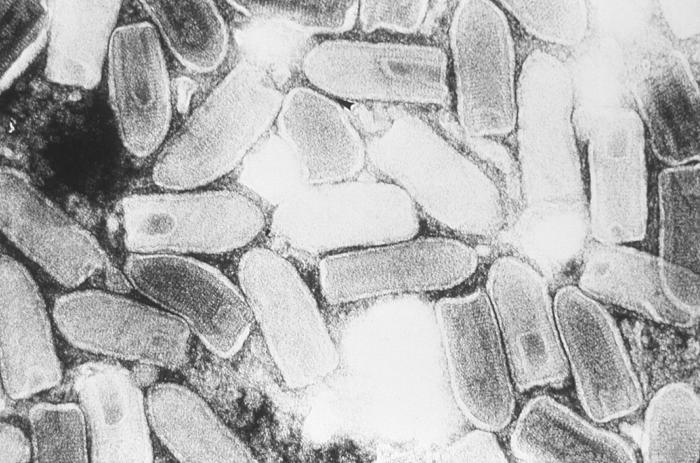
水疱性口内炎ウイルス（英語版） (ラブドウイルス科)